# ستيفان دوجاريك
ستيفان دوجاريك ديلاريفييه (بالفرنسية: Stéphane Dujarric de la Rivière)‏ (مواليد 20 أغسطس 1965) صحفي فرنسي يشغل منصب الناطق الرسمي للأمين عام للأمم المتحدة أنطونيو غوتيريش، إختير لهذا المنصب وتقلده في فبراير 2014 خلال عهد الأمين العام السابق بان كي مون.

## حياته المبكرة
ولد دوجاريك في باريس فرنسا، والده فرانكو دوجاريك ديلاريفييه (1933-2018) ووالدته المؤرخة والكاتبة الفرنسية أنكا مولشتاين [الإنجليزية] (1935)، تخرج من مدرسة العلاقات الخارجية في جامعة جورجتاون، ثم انتقل للعيش في الولايات المتحدة.

## السيرة العملية
في بداية مسيرته المهنية عمل دوجاريك لصالح شبكة أخبار أيه بي سي لقرابة 10 أعوام.
ثم التحق للعمل في الأمم المتحدة سنة 2000 بمهمة ناطق اعلامي مساعد، وخلال هذه الفترة واجه دوجاريك الأسئلة حول العديد من القضايا المهمة مثل اتفاقية النفط مقابل الغذاء والصراع الاسرائيلي-اللبناني، تم اختياره لمنصب الناطق الرسمي للأمين العام بين عامي 2005-2006 في عهد كوفي عنان، ثم شغل منصب مدير الإتصالات للأمين العام بان كي مون بين عامي 2006-2007، وفي عام 2011 تولى إدارة الأخبار ووسائل الإعلام في قسم المعلومات العامة للإمم المتحدة حيث تولى الإشراف على العمليات الإعلامية في التلفاز والإذاعة والصور الفوتوغرافية بالإضافة الى تنسيق عمل المواقع الإخبارية الرئيسية للمنظمة فضلاً عن تغطية الإجتماعات واصدار البيانات الملخصات والإحصائيات.
وفي 19 فبراير 2014 تسلم دوجاريك مهام الناطق الرسمي للأمين العام للأمم المتحدة مرة أخرى في عهد بان كي مون خلفًا لمارتن نيسركي ولا يزال في هذا المنصب.